# Neorossia caroli
Neorossia caroli (лат.) — вид головоногих моллюсков из рода Neorossia семейства Sepiolidae (Rossiinae) отряда Sepiolida.

## Этимология
Название вида caroli происходит от Carolus, латинизированного имени Carlos. Он посвящён Его Величеству королю Португалии дону Карлосу.

## Подвиды
Известно два подвида:
- Н. с. jeannae (юго-западная Атлантика)
- Н. с. caroli (северо-восток, восток и юго-восток Атлантики)

## Распространение и среда обитания
Вид широко распространён в Атлантическом океане от Исландии и Великобритании на юг вдоль атлантического побережья Европы и Африки до Намибии, Патагонского склона и Фолклендских островов. Он также присутствует в Средиземном и Чёрном морях. Этот донный вид встречается на участках с илистым субстратом на глубинах от 40 до 1744 м.

## Внешний вид и строение
У самцов N. caroli длина мантии может достигать 51, а у самок 83 мм. Тело мягкое и мясистое, а мантия широкая и овальная. Верхний край мантии не сращен с головой. На руках два ряда присосок. Чернильный мешок не функционирует.

## Биология
Эти моллюски днём обычно зарываются в илистый грунт, выбираясь на кормёжку только ночью. Во время совокупления самец вставляет руку (гектокотиль), предназначенную для хранения и переноса сперматофоров, в полость мантии самки. Нерест происходит в течение всего года. Яйца фиолетовые, довольно крупные. Они прикрепляются к твёрдым субстратам. Самцы и самки обычно погибают после нереста.